# NO·NO Gallery
NO·NO é uma galeria de arte contemporânea sediada em Lisboa, Portugal, que representa um importante núcleo de artistas jovens, como Carlos Arteiro ou Filipe Cortez, assim como de trajecto consagrado, como Ana Pérez-Quiroga ou António Olaio. Pertence a uma importante geração de novas galerias portuguesas, como a Balcony, a Lehman+Silva, a UMA LULIK ou a Galeria Madragoa: em 2018 a plataforma Espanhola Arteinformado destacava a galeria, à data denominada Acervo, como uma de 10 galerias portuguesas em expansão ou a ter em conta. Desde aí, a galeria trocaria de nome para NO·NO, mudando-se das suas instalações originais na Madragoa para a Estrela, em Lisboa.
A NO·NO foi fundada em 2016. O seu nome original era Acervo - Arte Contemporânea. No final de 2019 a mudança de espaço para a Estrela é acompanhada também da mudança de nome para NO·NO.
A galeria colabora regularmente com curadores como Tiago de Abreu Pinto, actual Director da Marlborough, em Madrid  - Nuno Crespo, Eduarda Neves ou Susana Ventura  e críticos como Sérgio Fazenda Rodrigues, João Silvério ou Miguel Mesquita, participando em algumas das principais feiras internacionais como a ARCOmadrid, a ARCOlisboa, ou a Art Düsseldorf. 
Em 2022, Ana Pérez-Quiroga foi premiada com o prémio Projecto Artístico Destacado, atribuído pela Fundação Millenium BCP na feira internacional Drawing Room Lisboa, enquanto artista representada pela galeria, tendo igualmente o seu trabalho sido adquirido pelo Fundo de Aquisições das Câmara Municipal de Lisboa.
A sua programação é frequentemente recenseada pelas principais publicações da especialidade no país, como a Revista Contemporânea, a Umbigo ou a Artecapital. É membro da Associação Portuguesa de Galerias - EXHIBITIO.